# やま丸

マリンスター

有限会社やま丸（やままる）は、大分県津久見市の津久見港 - 保戸島間で定期航路を運航していた海運会社である。

## 沿革
津久見港 - 保戸島間の航路は、かつては津久見市によって運営されていたが、1990年（平成2年）9月に有限会社やま丸に事業譲渡された。また、かつては交通事情が悪かった四浦半島の赤崎、鳩浦、久保泊、落の浦、狩床の各地区を経由して運航されていたが、道路の整備などに伴い、2005年（平成17年）に四浦半島の各地区への寄港が廃止され、保戸島への直行便となった。
旅客輸送人員は毎年3千人程度ずつ漸減してきたが、2010年度（平成22年度）には、前年比11,254.5人（10.4%）減と急減し、旅客輸送人員が97,240.5人と10万人の大台を割ったことから、運航ダイヤの見直し、減便、島民向けの割引制度の導入、使用船舶の見直し等の「津久見〜保戸島航路改善計画」が検討された。
その後も旅客輸送人員は下げ止まらず、会社側では経営者の高齢化や船員の確保困難を理由に航路からの撤退を申し入れるに至り、津久見市との協議の結果2022年10月より減便した上で航路を再び市営化し、向こう2年間は運航をやま丸に委託する形で決着した。

## 航路
- 津久見港 - 保戸島
  - 平日1日5往復、土日祝4往復
  - 所要時間約25分

「津久見〜保戸島航路改善計画」に基づき、2012年（平成24年）10月に、7往復から6往復に減便が実施された。

## 保有船舶
- ニューやま2号[1]
  - 1990年（平成2年）1月就航
  - 総トン数：43トン
  - 旅客定員：95名
- マリンスター[1]
  - 1997年（平成9年）1月就航
  - 総トン数：77トン
  - 旅客定員：150名
  - 機関出力：1,100PS x 2[3]
  - 速力：23ノット[3]

## 事務所
- 津久見事務所 - 大分県津久見市中央町760-114
- 保戸島事務所 - 大分県津久見市大字保戸島880-15